# Bartica
Bartica est une localité du Guyana dans la région de Cuyuni-Mazaruni sur la rive gauche de Essequibo au Guyana. C'est la capitale régionale de la région 7.
Surnommée "Gateway to the Interior" (porte d'entrée vers l'intérieur), la ville a une population de 8004 habitants en 2012, et est la ville de départ pour les gens qui travaillent dans la forêt, sites miniers et de diamants.

## Histoire
La ville a été fondée en 1837 par une expédition missionnaire anglicane, et consacrée en 1843 
. Le nom de Bartica vient d'un mot indigène signifiant "red earth" (terre rouge), abondant dans cette zone.

## Éducation
Bartica compte deux écoles secondaires, Bartica Secondary et Three Miles Secondary, et trois écoles primaires, St. Anthony's Primary, St. John-the-Baptist et Two Miles Primary. Il y a plusieurs autres écoles primaires dans la périphérie de Bartica.

## Santé
L'hôpital de la région 7 est situé à Bartica et est connu d'être équipé du premier Health Information System du pays en 2005. développé par Corps de la paix 

## Tourisme
Bartica peut être desservie depuis Parika et Linden (Guyana). Le Garraway Stream Bridge relie Bartica à  Mahdia
L'aéroport de Bartica est à 6 km au sud-ouest de la ville.
Au nord de Bartica s'étend les ruines du Fort Kyk-Over-Al  où à siégé l'ancien gouvernement du County of Essequibo. Bartica est aussi proche des chutes Marshall Falls.
Il y a plusieurs hôtels en ville incluant Le Platinum Inn, The New Modern Hotel, Balkarran's Guest House (D factor to D interior), and Zen's Plaza. Il y a aussi le florissant nightclub situé dans le Modern Hotel.
Beaucoup de Brésiliens vivent à Bartica, donc on peut trouver des restaurants et des bars. Il y a aussi des fast-food locaux sur Sunset Boulevard, lequel est l'endroit pour faire des rencontres et manger en obtenant des informations locales. Il y a plusieurs resorts autour de Bartica incluant Baganara, Shanklands, Whitewater et une  Guesthouse  à Byderabo. Depuis Bartica, les personnes peuvent aussi accèder aux communautés autochtones pour vivre le mode de vie des indigènes.
Chaque année au weekend  de Pâques, Bartica acueille le Bartica Regatta, avec une grande variété de divertissements incluant des sports nautiques,Cricket,Boxe, Football, parade de rue, et Miss Bartica Regatta Pageant. Regatta attire les personnes du Guyana, et même d'autres pays. Il y a aussi le Regatta estivale qui se tient annuellement en Aôut.

## Personnalités notables
Frank Bowling (1934-), peintre abstrait
Dianne Ferreira-James (1970-), Arbitre internationale de la FIFA 
Ivor Mendonca (1934-2014), joueur de cricket
Kaysia Schultz (1997-), joueur de cricket 

### Massacre de Bartica
Le 17 février 2008, 12 personnes dont 3 policiers y ont été tués par un gang criminels. Le Bartica Police Station a été envahi par les membres du gang  pendant le saccage et plusieurs commerces ont été pillés pendant le chaos. Et on pense que l'attaque est liée au Lusignan massacre trois semaines plus tôt. Les auteurs ont été tués le 28 août 2008 dans l'une de leurs cachettes proche de Georgetown (Guyana) dans une fusillade avec la police.